# Atalanta
Atalanta (grč. Άταλάντη, Atalántê) je u grčkoj mitologiji poznata ratnica i nesavladiva trkačica.

## Etimologija
Atalantino ime izvedeno je od grčke riječi ἀτάλαντος, atálantos, povezana s τάλαντον, tálanton = "ravnoteža". Dakle, znači "uravnotežena".

## Mitologija

### Rođenje
Atalantin otac, Shoenej ili Jazije, očajnički je želio sina. Kad se Atalanta rodila, ostavio ju je usred šume da umre. Artemida je poslala medvjedicu da je othrani, a odgojila ju je skupina lovaca.

### Kalidonski vepar
Mnogo godina poslije zvijer - kalidonski vepar - opsjedao je zemlju. Kralj Enej poslao je svog sina Meleagra da okupi junake koji će ga uloviti. Između ostalih, Meleagar je izabrao Atalantu koja je bila mlada žena i vješta lovkinja. Zaljubio se u nju i ona ga je voljela, premda to nije željela pokazati te je stalno odbijala njegove bračne ponude.
Atalanta je tako sudjelovala u lovu i vepru zadala prvu ranu, a Meleagar ga je ubio. Budući da je ona prolila prvu kaplju krvi, Meleagar ju je nagradio veprovom kožom. Prema jednom izvoru, dva su kentaura - Hilej i Rek - pokušali silovati Atalantu, ali Meleagar ih je ubio. Drugi pak izvor govori da su je uvrijedili Euriplo i Ifiklo pa ih je također ubio.
Toks i Pleksip, njegovu ujaci, pobjesnjeli su jer je nagrada dana ženi te ih je zbog toga Meleagar ubio. Alteja, Meleagrova majka, uzorkovala njegovu smrt da bi osvetila smrt svoje braće.

### Utrka
Atalantin je otac tražio od shrvane Atalante da se uda, ali ona to nije htjela jer bi svaki brak za nju bio izdaja Meleagra. Da bi ipak dobila muža, njezin se otac s njom dogovorio da će se udati za onoga tko će je pobijediti u utrci, a svaki koji ne bi uspio, bio bi ubijen. Atalanta se složila, znajući da može vrlo brzo trčati.
Pretekla je mnoge prosce koji su potom ubijeni. Hipomen, znan kao i Melanion, znao je da ne može pošteno dobiti utrku, ali je bio očaran njezinom ljepotom. Atalanti se on također svidio, i kao osoba, i fizičkim izgledom, te ga je molila da se ne utrkuje s njom i ne riskira svoj život, ali on se nije dao razuvjeriti. Hipomen se potom molio boginji Afroditi za pomoć, a ona mu je dala tri zlatne jabuke (prema nekim izvorima dunje) te mu rekla da baci jednu po jednu da bi omeo Atalantu. Tako je Atalanta svaki put zastala da pokupi jabuku te ju je Hipomen uspio preteći i tako postati njezinim mužem. Neki izvori kažu da je iskoristila jabuke kao izliku da mu pusti da pobijedi.

### Argonauti
U nekim inačica mita, Atalanta je bila s Argonautima na brodu kao jedina žena te da je ozlijeđena u bitki kod Kolhide, a potom ju je Medeja izliječila. Drugi pak izvori tvrde da Jazon nije dopuštao žene na brodu.

### Potomstvo
Atalanta je Aresu ili Meleagru rodila sina, Partenopa, koji je sudionik u Sedmorici protiv Tebe.
Zeus/Reja pretvori Atalantu i Hipomena u lavove pošto su bili vodili ljubav u njegovu/njezinu hramu. Drugi pak izvori tvrde da je to učinila Afrodita jer je nisu štovali. Tada se vjerovalo da se lavovi ne mogu pariti unutar svoje vrste te da mogu samo s leopardima, stoga Atalanta i Hipomen nisu mogli ostati jedno s drugim.

## Vanjske poveznice
- Atalanta u grčkoj mitologiji (engl.)